# Du Thiên
Nguyễn Du Thiên (tên khai sinh là Nguyễn Minh Thương, sinh ngày 22 tháng 6 năm 1985), thường được biết đến với nghệ danh Du Thiên, là một nam ca sĩ và nhạc sĩ người Việt Nam.
Anh từng là sinh viên tốt nghiệp Khoa Thanh nhạc của Học viện Âm nhạc Quốc gia Việt Nam khóa vào năm 2009.

## Cuộc đời và sự nghiệp

### 1985 - 2012: Đầu đời và khởi nghiệp
Du Thiên sinh ra trong một gia đình không có truyền thống âm nhạc, có bố mẹ đều là công nhân viên chức. Khi tốt nghiệp Trung học phổ thông, Du Thiên đã thi vào Học viện Âm nhạc Quốc gia Việt Nam nhưng không đủ điểm để xét tuyển. Sau đó, anh đã học lại và quyết tâm thi vào trường này một lần nữa và đã đạt được xét tuyển.
Ban đầu, gia đình anh không đồng ý cho anh theo học tại Học viện Âm nhạc Quốc gia Việt Nam do điều kiện kinh tế không cho phép. Tuy nhiên, trước sự quyết tâm của anh, bố mẹ anh cuối cùng cũng đã đồng ý. Trong thời gian học, đến năm thứ hai, Du Thiên bắt đầu đi làm thuê để kiếm tiền nuôi bản thân và trang trải việc học hành. Anh tốt nghiệp Khoa Thanh nhạc của Học viện Âm nhạc Quốc gia Việt Nam khóa 2006 - 2009.

### 2012 - nay: Nổi tiếng với công chúng
Trong năm 2012, sau khi tốt nghiệp Học viện, Du Thiên đã phát hành nhiều ca khúc để lại ấn tượng sâu sắc với khán giả. Tháng 4 năm 2012, Du Thiên lần đầu tiên xuất hiện trong các khung giờ phát sóng nhạc Việt Nam của ITV IMusic với ca khúc "Tình Anh Không Đổi Thay". Ca khúc nhanh chóng được đón nhận mạnh mẽ, giữ vững ngôi vị quán quân trong nhiều tuần liên tiếp trên bảng xếp hạng ITV và lan tỏa rộng rãi trong cộng đồng mạng.
Các ca khúc khác của Du Thiên như "Anh Sẽ Sống Tốt Hơn", "Nếu Anh Được Trở Lại", "Muôn Trùng Cách Xa", và đặc biệt là "Hãy Khóc Đi Em" đã giúp anh khẳng định vị thế của mình trong nền âm nhạc Việt lúc bấy giờ. Các bài hát đó đã giúp Du Thiên gặt hái được nhiều thành công trên các phương tiện truyền thông và các nền tảng âm nhạc lớn nhỏ.
Ca khúc "Hãy Khóc Đi Em" đã giúp Du Thiên giành giải thưởng Ca sĩ của năm của kênh ITV do VTC tổ chức vào ngày 22 tháng 12 năm 2012.
Năm 2013, nối tiếp sau sự thành công của các bài hát trước đó, anh cho đã phát hành Album mang tên "Xóa hết Remix" bao gồm nhiều bản nhạc remix của các bài hát trước đó và thêm nhiều bài hát mới.
Với chuỗi các bài hát như "Lệ Cay" và "Lệ Cay 2" được phát sống trên kênh ITV, hai ca khúc đã tạo nên một cơn sốt lớn trên các phương tiện truyền thông và âm nhạc, gây ấn tượng mạnh mẽ và anh trở thành hiện tượng âm nhạc mới tại thời điểm đó.

Năm 2024, gần 10 năm sau sự thành công của chuỗi bài hát "Lệ Cay", Du Thiên đã phát hành bài hất cuối cùng trong chuỗi dự án có tên là "Lệ Cay 3". Khi được giới báo chí phỏng vấn rằng liệu anh có ra được bài nào mà để cho mọi người quên đi chuỗi bài hát kia đi không, Du Thiên đã có chia sẻ:
"Tôi nghĩ, Lệ Cay 1, Lệ Cay 2 cũng là tên gắn liền với thương hiệu của Du Thiên rồi thì chắc chắn Lệ Cay 3 tự tin sẽ vượt qua được chiếc bóng đó."
Bài hát đã được đón nhận từ khán giả, bài hát đã đạt được Top 1 Bảng xếp hạng Zing MP3, Top 6 thịnh hành trên nền tảng YouTube  và có độ phủ sóng lớn trên TikTok.

## Phong cách âm nhạc
Là một ca sỹ thành công ở dòng nhạc trẻ nhưng Du Thiên có thể hát được nhiều dòng nhạc khác nhau và xuất phát điểm khi đến với âm nhạc, anh được đào tạo chính quy với dòng nhạc thính phòng.

## Sản phẩm âm nhạc

### Album
- Nếu Anh Được Trở Lại
- Hãy Khóc Đi Em
- Làm Sao Để Quên Em
- Xóa Hết (Remix)
- Phải Làm Sao Đây
- Không Để Em Khổ Đau
- Bên Em Luôn Có Anh

### Đĩa đơn
- Lệ Cay, Lệ Cay 2, Lệ Cay 3
- Đông Về Em Ở Đâu
- Chợt Nhận Ra (kết hợp cùng Châu Khải Phong)
- Xa Em (kết hợp cùng Minh Vương M4U)[3]
- Hãy Khóc Đi Em
- Muôn Kiếp Là Anh Em[4]

## Giải thưởng
| Năm  | Giải thưởng                                       | Hạng mục                    | Đề cử          | Kết quả   | Nguồn |
| ---- | ------------------------------------------------- | --------------------------- | -------------- | --------- | ----- |
| 2007 | Liên hoan tiếng hát truyền hình Hải Dương         | Dòng nhạc nhẹ               | Bản thân       | Giải ba   | [ 5 ] |
| 2007 | Liên hoan tiếng hát truyền hình các tỉnh phía Bắc | Dòng nhạc thính phòng       | Bản thân       | Á quân    | [ 5 ] |
| 2012 | ITV Việt Nam, do VTC tổ chức                      | Ca sĩ của năm               | Bản thân       | Đoạt giải | [ 5 ] |
| 2012 | ITV Việt Nam, do VTC tổ chức                      | Ca khúc được yêu thích nhất | Hãy Khóc Đi Em | Đoạt giải | [ 5 ] |